# Kevevára
Kevevára (1899-ig Temeskubin, szerbül Ковин / Kovin, románul Cuvin, németül Temeschkubin) város  és község Szerbiában, a Vajdaságban, a Dél-bánsági körzetben.

## Fekvése
Szendrőtől 13 km-re északkeletre, a Duna bal partja közelében fekszik.

## A község települései
Kevevárán kívül a községhez még kilenc település tartozik (zárójelben a szerb név szerepel):
- Deliblát (Делиблато / Deliblato)
- Dunadombó (Дубовац / Dubovac)
- Emánueltelep (Шумарак / Šumarak)
- Gálya (Гај / Gaj)
- Homokbálványos (Баваниште / Bavanište)
- Homokos (Мраморак / Mramorak)
- Kevepallós (Плочица / Pločica)
- Kisbálványos (Мало Баваниште / Malo Bavanište)
- Székelykeve (Скореновац / Skorenovac)

## Története
Kevevára ősi település. Helyén Anonymus leírása szerint már az Árpád-kor előtt is erősség állt, mely Ajtony őséé, Galádé volt. Ennek helyére István király építtetett várat.
Neve már Anonymus leírásában is szerepelt. Első okleveles adat az 1200 előtti időkből, 1071-ből maradt fenn Keuee néven.
Keve az Al-Duna egyik kedvező fekvésű pontján, a Morava torkolatával szembeni két hosszú sziget közötti átkelőhelyen létesült. A fennmaradt adatok szerint a népvándorlás idején Priscos rhétor a Morava torkolatánál fekvő Margumból kelt át az északi oldalra, hogy Attila udvarába menjen. 1071-ben Niš felől hazafelé vonulva Salamon és Géza herceg itt kelt át a Dunán és vált szét seregével.
A kevei ispánok névsorát 1201-től ismerjük: 1201-ben Achilles országbíró, 1211-1212-ben Bánk nádor, 1216-1221-ben Gyula országbíró, 1221-től Lőrinc étekhordómester.
1223-ban II. András király az egész kevei ispánságot tartozékaival együtt nővérének Margitnak, Angelosz Izsák bizánci császár özvegyének adta.
1235-ben a Szerémséggel együtt Margit fia, Angelosz Kaloján birtoka volt.
1236-1238-ban ismét az országbíró viselte Keve ispánságát.
1241-ig, a tatárjárásig Keve városa iparosközpont és a dél felé, Bulgáriába, illetve Bizáncba, irányuló nemzetközi kereskedelem egyik fő helyszíne volt. Az itt átvezető ősi hadi úton a Panyóca mocsarai szélén Haram, illetve Krassó várába lehetett eljutni, valamint e hadiút vezetett Kevétől északnyugatra a másik dunai átkelő, Vojla (Pancsova) érintésével Olnason át a titeli révhez, innen pedig a Béga mellett Nagybecskerekig elhaladva részben Óbecse felé, részben Homokréven (Mokrin) át Csanádra vezetett.
A tatárjárás után Keve lehanyatlott. 1272-től Keve és Krassó ispánsága egy személy kezébe került, 1291-től mindkét tisztséget a szörényi bán viselte.
1288-tól említették a csanádi káptalanban székelő kevei főesperest.
A 14. század ferences rendháza a kevei custodiatus székhelye volt, mely alá az örményesi és harami rendház is tartozott.

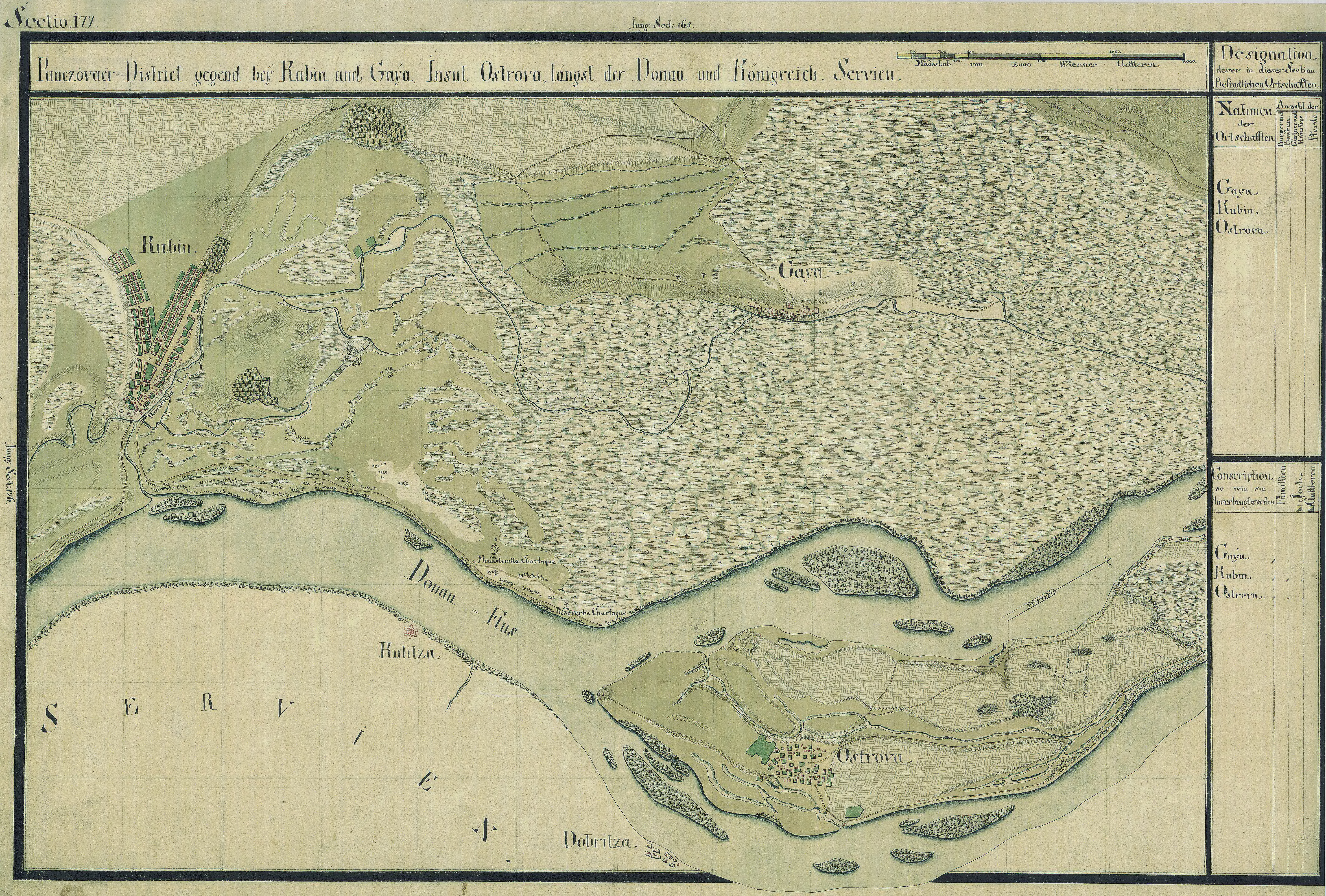
Kevevára környéke 1769-72 között

Az 1360-as évektől a török időkben a délvidékről a törökök elől menekülő rácok gyarapították a lakosságot.
1440-ben Keve város valamint Homokbálványos és Szkorenóc lakói a törökök további előrenyomulása miatt a Csepel-szigetre telepedtek fel, és Rác-Keve alapítói lettek, magukkal hozva régi lakhelyük nevét is.
A török kiűzése után a Mária Terézia által kialakított határőrvidék része lett.
A 17. században nagy és virágzó helységnek írták le, melyben vásárok és iparosműhelyek vannak. Keve városa az esperesség székhelye is lett.
A 18. század második felében kezdődött a románok tervszerű betelepítése, mely a 19. század elejéig tartott. A 19. század végére a település a dél-bánáti térség központja lett.
1910-ben  7305 lakosából 711 fő magyar, 2650 fő német, 3  fő szlovák, 1726 fő román, 14 fő horvát, 2200 fő szerb, 41 fő egyéb (legnagyobbrészt bolgár) anyanyelvű volt. Ebből 3063 fő római katolikus, 20 fő görögkatolikus, 137 fő református, 123 fő ág. hitv. evangélikus, 3941 fő görögkeleti ortodox, 3 fő unitárius, 57 fő izraelita, 1 fő egyéb vallású volt. A lakosok közül 4107 fő tudott írni és olvasni, 2506 lakos tudott magyarul.
A trianoni békeszerződésig Temes vármegye Kevevárai járásának volt a székhelye.

## Népesség

### Demográfiai változások
| 1948 | 1953 | 1961   | 1971   | 1981   | 1991   | 2002   | 2011   |
| ---- | ---- | ------ | ------ | ------ | ------ | ------ | ------ |
| 8309 | 9766 | 11 986 | 12 408 | 13 779 | 13 669 | 14 250 | 13 499 |

| Nemzetiség       | Szám   | %     |
| Szerbek          | 11 513 | 80,79 |
| Magyarok         | 786    | 5,51  |
| Románok          | 418    | 2,93  |
| Cigányok         | 286    | 2,00  |
| Jugoszlávok      | 180    | 1,26  |
| Montenegróiak    | 132    | 0,92  |
| Macedónok        | 72     | 0,50  |
| Horvátok         | 66     | 0,46  |
| Szlovákok        | 33     | 0,23  |
| Bolgárok         | 28     | 0,19  |
| Szlovének        | 27     | 0,18  |
| Németek          | 22     | 0,15  |
| Muzulmánok       | 14     | 0,09  |
| Csehek           | 13     | 0,09  |
| Vlachok          | 13     | 0,09  |
| Oroszok          | 5      | 0,03  |
| Ukránok          | 4      | 0,02  |
| Ruszinok         | 2      | 0,01  |
| Bunyevácok       | 2      | 0,01  |
| Bosnyákok        | 2      | 0,01  |
| Albánok          | 2      | 0,01  |
| Egyéb/Ismeretlen |        |       |

| Nemzetiség       | Szám   |
| Szerbek          | 10 706 |
| Magyarok         | 700    |
| Románok          | 352    |
| Cigányok         | 325    |
| Macedónok        | 68     |
| Montenegróiak    | 67     |
| Jugoszlávok      | 58     |
| Horvátok         | 40     |
| Bolgárok         | 32     |
| Szlovének        | 27     |
| Németek          | 19     |
| Vlachok          | 19     |
| Szlovákok        | 12     |
| Muzulmánok       | 10     |
| Oroszok          | 3      |
| Ukránok          | 3      |
| Albánok          | 2      |
| Bunyevácok       | 2      |
| Ruszinok         | 2      |
| Bosnyákok        | 1      |
| Egyéb            | 25     |
| Nem nyilatkozott | 422    |
| Régió            | 142    |
| Ismeretlen       | 478    |

## Nevezetességei
- Keve vár romjai: A Duna mellett, a település déli oldalán állnak az Árpád-kori Keve várának romjai. A vár az egykori Keve vármegye központja volt. 1457-ben egy évre szerb, majd 1556-ban tartósan török kézre került. A törökkel együtt az elmenekült lakosság helyére délről szerbek jöttek. Ebben az időszakban Bánátot Raskának (Rascia) nevezték.

## Testvérvárosa
- Ráckeve, Magyarország

## Ismert szülöttjei
- Héya Zoltán (1895 – 1979) festő
- Aurel Guga (1898 – 1936) román válogatott labdarúgó
- Dani Zoltán (1956) katona
- Darko Kovačević (1973) szerb válogatott labdarúgó

## Képtár

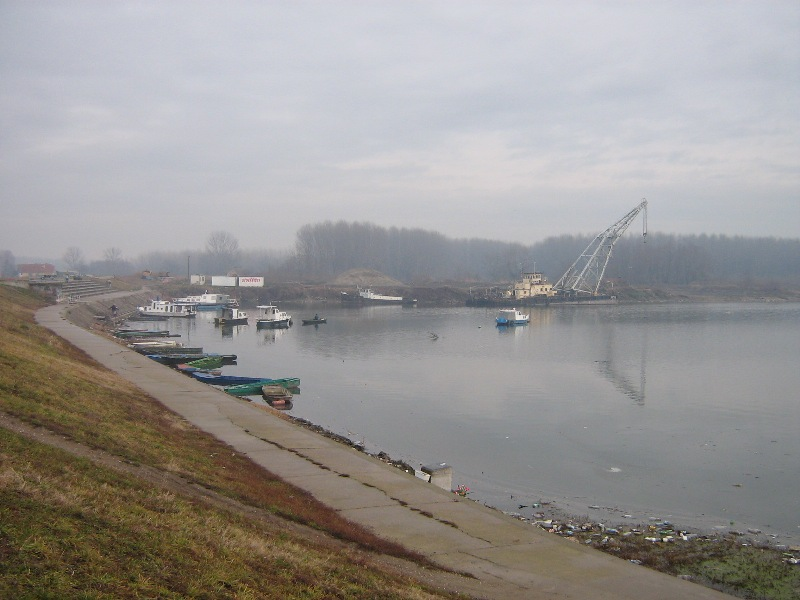
A Duna egyik mellékága Keveváránál
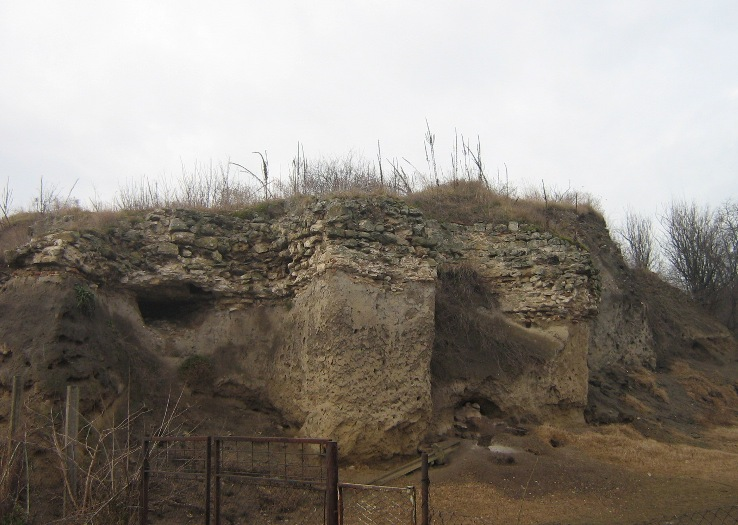
Keve vár romjai
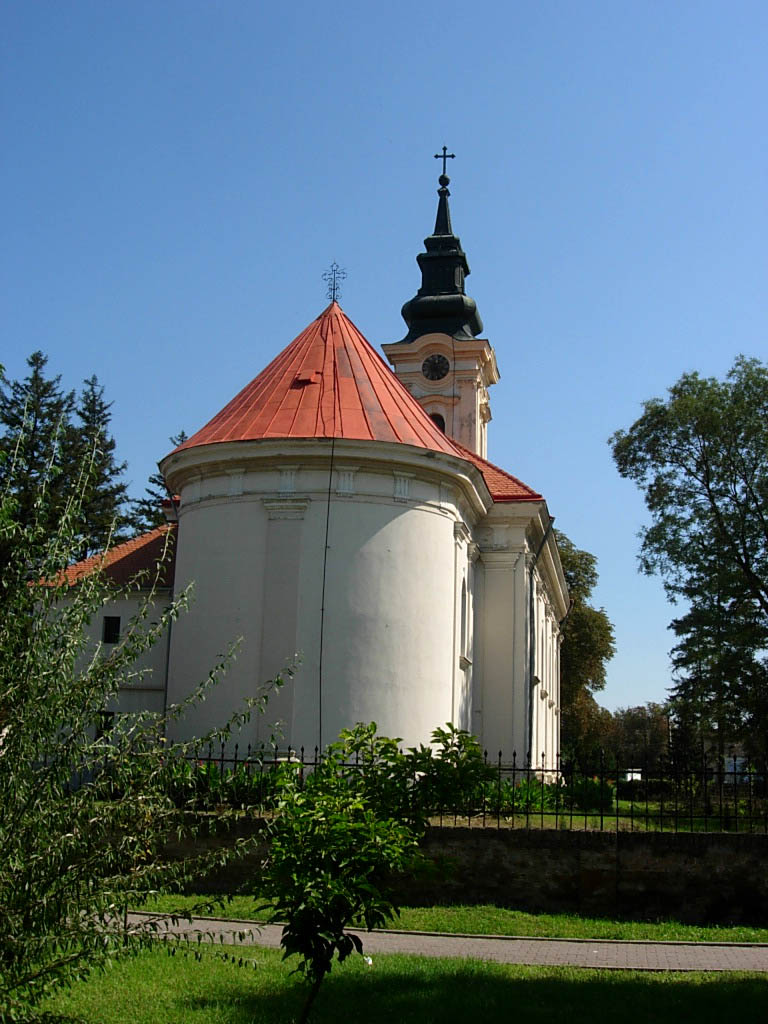
A római katolikus templom
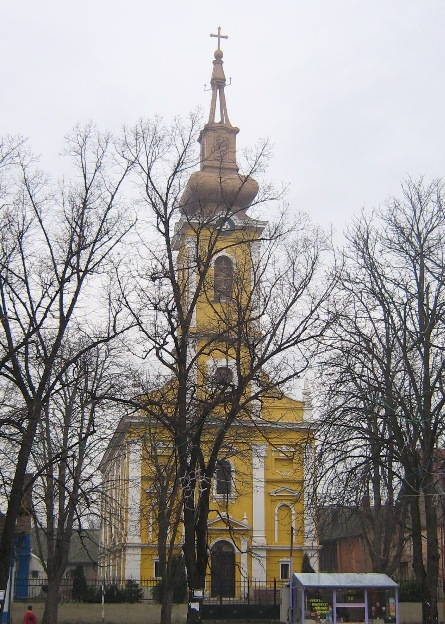
A görögkeleti (román) templom
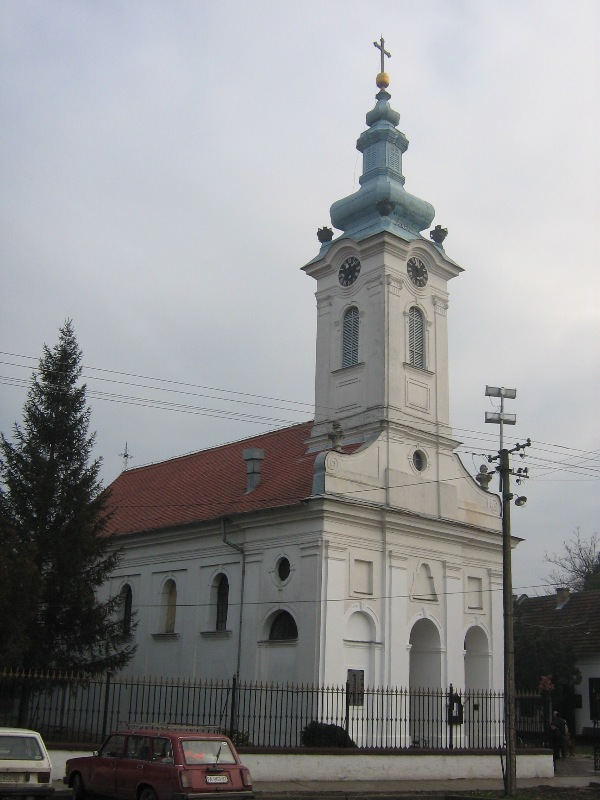
Az egyik görögkeleti (szerb) templom
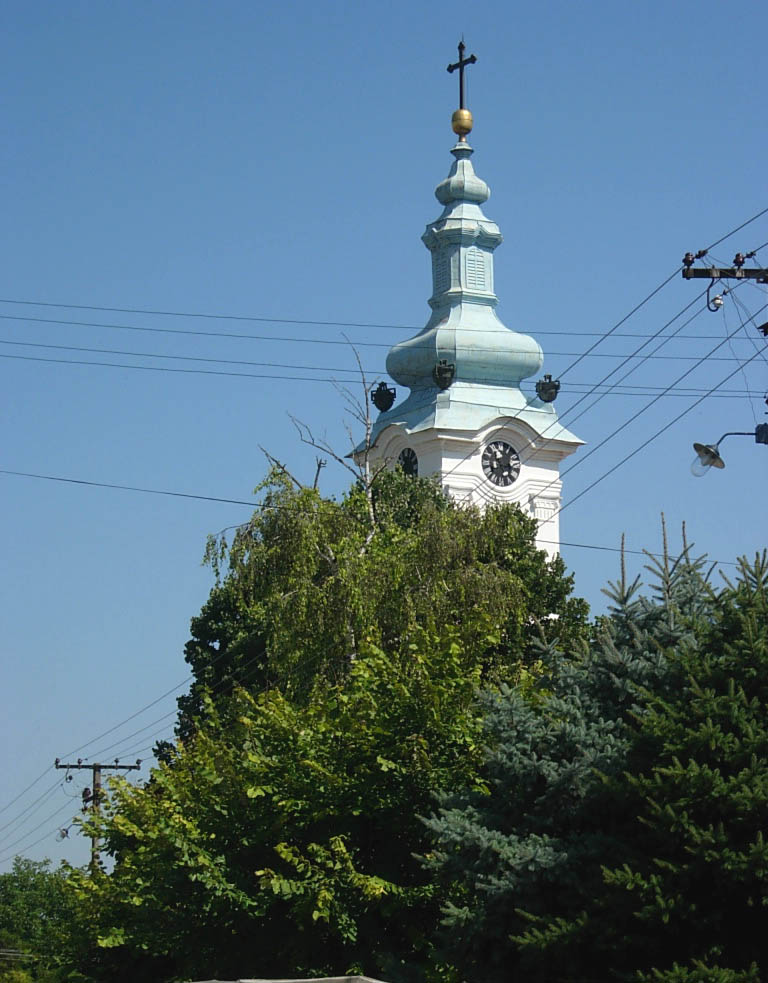
A másik görögkeleti (szerb) templom

## Külső hivatkozások
- Kevevára története Archiválva 2019. december 31-i dátummal a Wayback Machine-ben